# La mer gelée
La Mer gelée (deutsch: Das gefrorene Meer) ist eine zweisprachige, deutsch-französische Literaturzeitschrift, die im Jahr 2000 als Online-Projekt deutscher und französischer Autoren startete und seit 2004 bzw. neu seit 2016 als Printversion mit folgenden Themen erschienen ist:
- Mon corps / Mein Körper (Nr. 1).
- Beau travail / Schöne Arbeit (Nr. 2).
- L’enfermement / Gefängnis (Nr. 3).[1]
- Perdre ! / Verlieren! (Nr. 4).[2]
- Marges / Randgänge (Nr. 5).[3]
- Berlin Alexanderplatz (Nr. 6) – ausgehend vom gleichnamigen Roman Alfred Döblins und dem Film von Rainer Werner Fassbinder.[4]

Im neuen Format seit 2016 sind erschienen:
im Verlag Le Nouvel Attila:
- Chien / Hund (2016) – Ausgabe mit „Manifest-Charakter“.[5][6]
- Maman / Mama (2017).[7]
- Or / Gold (2019).[8]

im Verlag Vanloo:
- Froid / Kalt (2021)
- Amour (2023)
- Mars (2024)

In Dresden von Alban Lefranc und Robert Seyfert gegründet, lag die Zeitschrift seit 2011 auf Eis, bevor sie seit 2016 in neuem Format wieder erscheint. Der Titel der Zeitschrift bezieht sich auf einen brieflichen Ausspruch Franz Kafkas, der 1904 schrieb: „ein Buch muß die Axt sein für das gefrorene Meer in uns.“ Die Zeitschrift erscheint neu im Verlag Le Nouvel Attila; die grafische Neugestaltung wurde zunächst von André Baldinger und Toan Vu-Huu übernommen. Die Redaktion verteilt sich auf Berlin, Lyon und Paris; sie besteht aktuell aus Bernard Banoun, Antoine Brea, Andreas Förster, Noémi Lefebvre, Alban Lefranc.
La Mer gelée versammelt vornehmlich unveröffentlichte Texte, nämlich Auszüge aus Romanen, Novellen, Gedichte und poetische Prosa sowie Essays philosophischer, soziologischer und politischer Art ebenso wie Zeichnungen bzw. Fotografien. Die Texte der Kategorien Kritik oder Essay nehmen in ihrer Bedeutung inzwischen ebenso ab wie grafische Arbeiten, so dass sich die Zeitschrift nunmehr auf literarische Prosa und Lyrik konzentriert. Alle Textbeiträge werden zweisprachig, auf Deutsch und auf Französisch abgedruckt. Seit 2004 veranstaltet La mer gelée mit Autoren, Filmemachern, bildenden Künstlern und Musikern Festivals und Lesungen in Deutschland und Frankreich, bei denen die Zweisprachigkeit des Projekts stets als wichtiges ästhetisches Element zum Tragen kommt.
Im Laufe ihres Erscheinens veröffentlichte die Zeitschrift u. a. Texte von Gilles Amalvi, Pierre Bergounioux, Antoine Brea, Nina Bußmann, Arno Calleja, Ann Cotten, Daniela Dröscher, Alfred Döblin, Elke Erb, Hans Fallada, Jean-Pierre Faye, Georges-Arthur Goldschmidt, Johannes Jansen, Elfriede Jelinek, Thomas Jonigk,  Odile Kennel, Alban Lefranc, Christophe Manon, Serge Pey, Christian Prigent, Patrick Quillier, Monika Rinck, Jayrôme C. Robinet, Jean-Marc Rouillan, Yoko Tawada, Chrétien de Troyes, Andres Veiel, Ron Winkler und Jacob Wren.
In einem Interview mit dem Online-Magazin Diacritik umreißt die Redaktion ihren Ansatz wie folgt: „La mer gelée ist aus der freien, internationalen Zusammenarbeit von Männern und Frauen entstanden, die eine weit verbreitete Krankheit kurieren wollen: die Literatur. Und da gibt es bekanntlich nur ein Gegenmittel: die Literatur.“ Das Online-Magazin En attendant Nadeau begrüßt die Ausgabe MAMA mit den Worten: „Die aufwühlenden Stimmen und die bemerkenswerte typografische Gestaltung sorgt im  Zusammenspiel für einen visuellen, klanglichen und literarischen Schock.“

## Eine zweisprachige Zeitschrift (Deutsch-Französisch)
Eines der Hauptmerkmale der internationalistischen Literaturzeitschrift La Mer gelée besteht darin, dass alle Texte sowohl auf Deutsch als auch auf Französisch, manchmal auch in anderen Sprachen (Englisch, Altfranzösisch etc.) veröffentlicht werden. Damit verfolgt La Mer gelée den gleichen Ansatz wie alba (Deutsch-Spanisch), FRACAS (Französisch-Spanisch) und Widma (Polnisch-Amerikanisch) (Aufzählung ohne Anspruch auf Vollständigkeit). Möglich ist dies dank eines Netzwerks von Übersetzern, darunter anderem Bernard Banoun (Red.), Christian Driesen, Rüdiger Fischer, Claudia Hamm, Andreas Jandl, Odile Kennel, Alban Lefranc (Red.), Olivier Le Lay, Aurélie Maurin und Katja Roloff.
In einem Interview stellt Alban Lefranc die Zeitschrift in das Zeichen eines Zitats von Emmanuel Hocquard: „Wenn aktuell die Tendenz in Richtung allgemeiner Kolorierung geht, kann die Übersetzung für mehr weiße Flecken auf der Karte sorgen.“